# Saint-Sulpice-de-Guilleragues
Pour les articles homonymes, voir Saint-Sulpice.
Saint-Sulpice-de-Guilleragues (Sent Sulpici de Guilheragas en gascon) est une commune du Sud-Ouest de la France, située dans le département de la Gironde (région Nouvelle-Aquitaine).
Ses habitants sont appelés les Sulpiciens.

## Géographie

### Localisation
Arrosée par le Dropt qui délimite le territoire communal au nord-est, la commune se trouve, dans l'est de l'Entre-deux-Mers, à 68 km au sud-est de Bordeaux, chef-lieu du département, à 30 km à l'est-nord-est de Langon, chef-lieu d'arrondissement et à 3,5 km au sud-ouest de Monségur, chef-lieu de canton.

### Communes limitrophes
Les communes limitrophes en sont Monségur au nord-est, Sainte-Gemme au sud-est, Fossès-et-Baleyssac au sud, Roquebrune à l'ouest, Coutures au nord-ouest et Le Puy au nord.
| Coutures   | Le Puy                        | Monségur     |
| Roquebrune | Saint-Sulpice-de-Guilleragues |              |
|            | Fossès-et-Baleyssac           | Sainte-Gemme |

### Climat
Pour des articles plus généraux, voir Climat de la Nouvelle-Aquitaine et Climat de la Gironde.
Historiquement, la commune est exposée à un climat océanique aquitain.  
En 2020, Météo-France publie une typologie des climats de la France métropolitaine dans laquelle la commune est exposée à un climat océanique et est dans la région climatique  Aquitaine, Gascogne, caractérisée par une pluviométrie abondante au printemps, modérée en automne, un faible ensoleillement au printemps, un été chaud (19,5 °C), des vents faibles, des brouillards fréquents en automne et en hiver et des orages fréquents en été (15 à 20 jours).
Pour la période 1971-2000, la température annuelle moyenne est de 12,8 °C, avec une amplitude thermique annuelle de 15,2 °C. Le cumul annuel moyen de précipitations est de 819 mm, avec 11,3 jours de précipitations en janvier et 6,5 jours en juillet. Pour la période 1991-2020, la température moyenne annuelle observée sur la station météorologique la plus proche, située sur la commune de Talence à 12,86 km à vol d'oiseau, est de 14,3 °C et le cumul annuel moyen de précipitations est de 884,0 mm,. Pour l'avenir, les paramètres climatiques de la commune estimés pour 2050 selon différents scénarios d’émission de gaz à effet de serre sont consultables sur un site dédié publié par Météo-France en novembre 2022.

## Urbanisme

### Typologie
Au 1er janvier 2024, Saint-Sulpice-de-Guilleragues est catégorisée commune rurale à habitat très dispersé, selon la nouvelle grille communale de densité à sept niveaux définie par l'Insee en 2022.
Elle est située hors unité urbaine et hors attraction des villes,.

### Occupation des sols

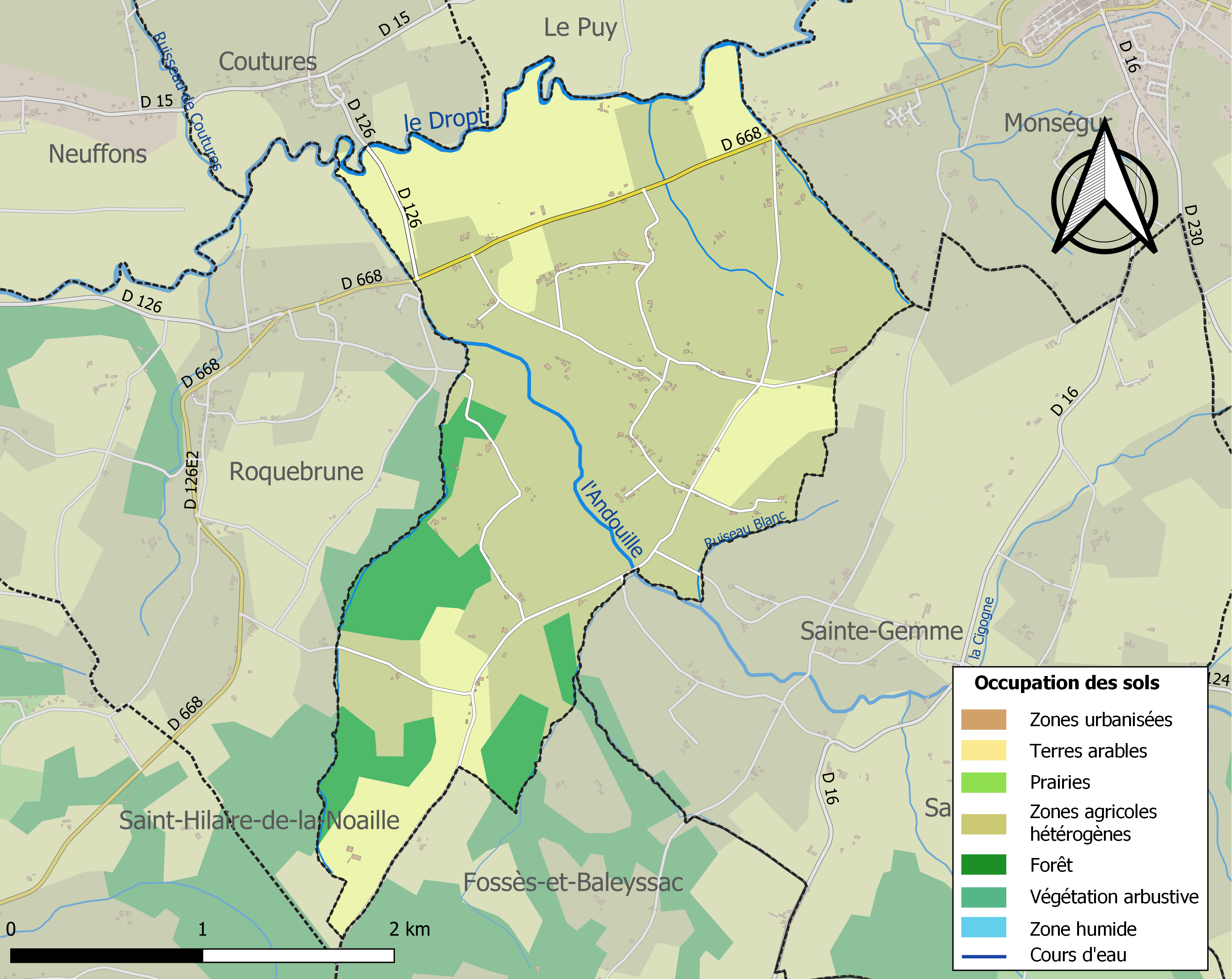
Carte des infrastructures et de l'occupation des sols de la commune en 2018 (CLC).

L'occupation des sols de la commune, telle qu'elle ressort de la base de données européenne d’occupation biophysique des sols Corine Land Cover (CLC), est marquée par l'importance des territoires agricoles (90,1 % en 2018), une proportion identique à celle de 1990 (90,1 %). La répartition détaillée en 2018 est la suivante : 
zones agricoles hétérogènes (64,4 %), terres arables (18,2 %), forêts (9,9 %), cultures permanentes (7,4 %). L'évolution de l’occupation des sols de la commune et de ses infrastructures peut être observée sur les différentes représentations cartographiques du territoire : la carte de Cassini (XVIIIe siècle), la carte d'état-major (1820-1866) et les cartes ou photos aériennes de l'IGN pour la période actuelle (1950 à aujourd'hui).

### Voies de communication et transports
La commune est traversée, en dehors du bourg proprement dit, par la route départementale D668, ancienne route nationale 668, qui relie La Réole au sud-ouest à Monségur au nord-est et au-delà à Duras (Lot-et-Garonne).
L'autoroute la plus proche est l'autoroute A62 dont l'accès  4 La Réole est distant de 23 km vers le sud.

L'accès  Bazas à l'autoroute A65 (Langon-Pau) se situe à 36 km vers le sud-ouest.
La gare SNCF la plus proche est celle, distante de 11 km vers le sud-ouest, de La Réole sur la ligne Bordeaux-Sète du TER Nouvelle-Aquitaine.

### Risques majeurs
Le territoire de la commune de Saint-Sulpice-de-Guilleragues est vulnérable à différents aléas naturels : météorologiques (tempête, orage, neige, grand froid, canicule ou sécheresse), inondations et séisme (sismicité très faible). Un site publié par le BRGM permet d'évaluer simplement et rapidement les risques d'un bien localisé soit par son adresse soit par le numéro de sa parcelle.
Certaines parties du territoire communal sont susceptibles d’être affectées par le risque d’inondation par débordement de cours d'eau, notamment le Dropt et l'Andouille. La commune a été reconnue en état de catastrophe naturelle au titre des dommages causés par les inondations et coulées de boue survenues en 1982, 1999 et 2009,.

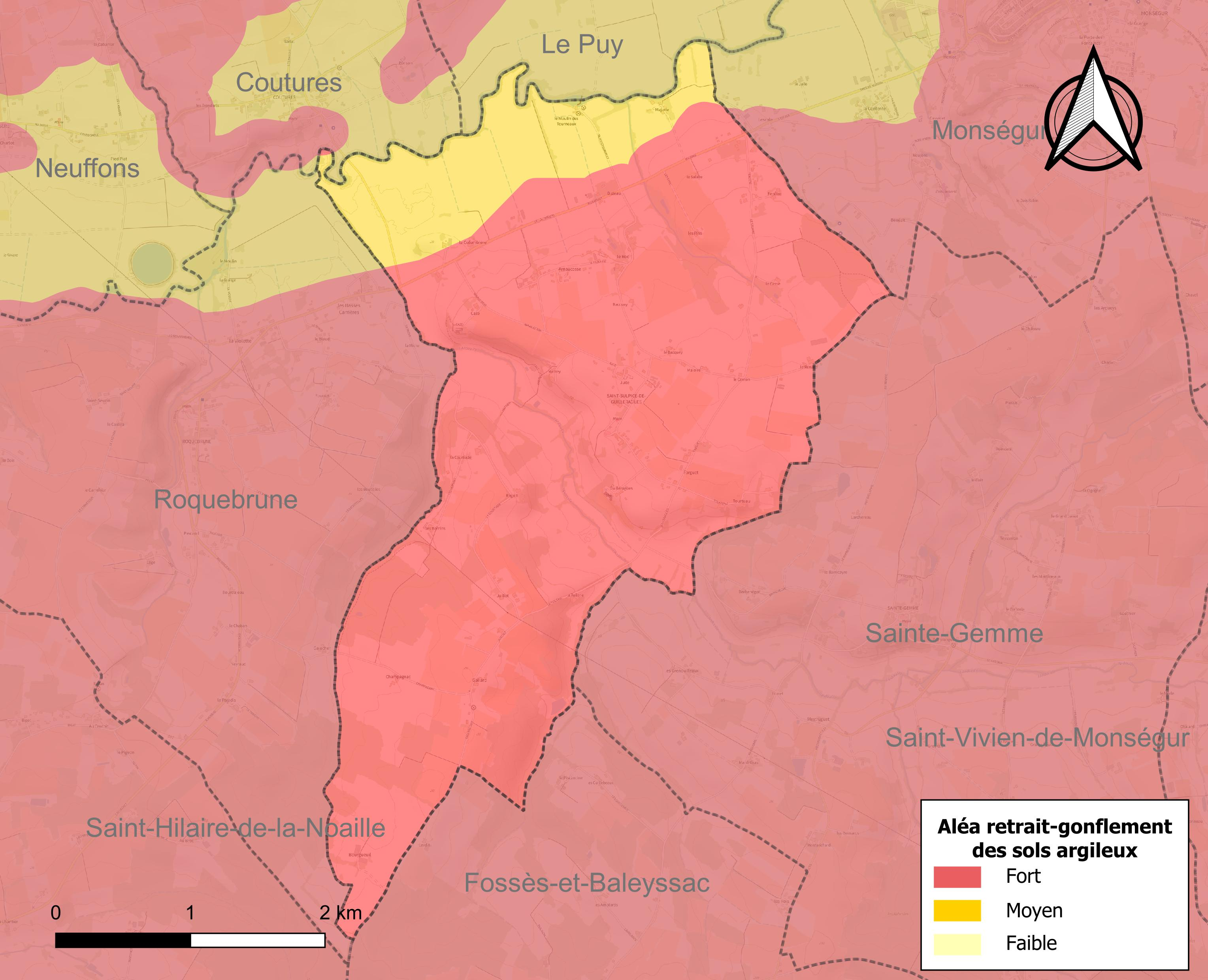
Carte des zones d'aléa retrait-gonflement des sols argileux de Saint-Sulpice-de-Guilleragues.

Le retrait-gonflement des sols argileux est susceptible d'engendrer des dommages importants aux bâtiments en cas d’alternance de périodes de sécheresse et de pluie. La totalité de la commune est en aléa moyen ou fort (67,4 % au niveau départemental et 48,5 % au niveau national). Sur les 119 bâtiments dénombrés sur la commune en 2019, 119 sont en aléa moyen ou fort, soit 100 %, à comparer aux 84 % au niveau départemental et 54 % au niveau national. Une cartographie de l'exposition du territoire national au retrait gonflement des sols argileux est disponible sur le site du BRGM,.
Concernant les mouvements de terrains, la commune a été reconnue en état de catastrophe naturelle au titre des dommages causés par la sécheresse en 2003 et par des mouvements de terrain en 1999.

## Histoire
À la Révolution, la paroisse de Saint-Sulpice-de-Guilleragues forme la commune de Saint-Sulpice-de-Guilleragues.

## Politique et administration
| Période                                  | Période   | Identité       | Étiquette | Qualité      |
| ---------------------------------------- | --------- | -------------- | --------- | ------------ |
| mars 2001                                | mars 2014 | André Michelot |           |              |
| mars 2014                                | En cours  | Maryse Cheyrou |           | Agricultrice |
| Les données manquantes sont à compléter. |           |                |           |              |

### Communauté de communes
Le 1er janvier 2014, la communauté de communes du Monségurais ayant été supprimée, la commune de Saint-Sulpice-de-Guilleragues s'est retrouvée intégrée à la communauté de communes du Sauveterrois siégeant à Sauveterre-de-Guyenne.
Elle intègre ensuite la communauté des communes rurales de l'Entre-Deux-Mers le 1er janvier 2017.

## Démographie
L'évolution du nombre d'habitants est connue à travers les recensements de la population effectués dans la commune depuis 1793. Pour les communes de moins de 10 000 habitants, une enquête de recensement portant sur toute la population est réalisée tous les cinq ans, les populations de référence des années intermédiaires étant quant à elles estimées par interpolation ou extrapolation. Pour la commune, le premier recensement exhaustif entrant dans le cadre du nouveau dispositif a été réalisé en 2008.

En 2022, la commune comptait 234 habitants, en évolution de +3,08 % par rapport à 2016 (Gironde : +6,91 %, France hors Mayotte : +2,11 %).
| 1793 | 1800 | 1806 | 1821 | 1831 | 1836 | 1841 | 1846 | 1851 |
| ---- | ---- | ---- | ---- | ---- | ---- | ---- | ---- | ---- |
| 484  | 372  | 419  | 357  | 427  | 406  | 427  | 420  | 383  |

| 1856 | 1861 | 1866 | 1872 | 1876 | 1881 | 1886 | 1891 | 1896 |
| ---- | ---- | ---- | ---- | ---- | ---- | ---- | ---- | ---- |
| 337  | 362  | 380  | 365  | 352  | 330  | 341  | 337  | 311  |

| 1901 | 1906 | 1911 | 1921 | 1926 | 1931 | 1936 | 1946 | 1954 |
| ---- | ---- | ---- | ---- | ---- | ---- | ---- | ---- | ---- |
| 299  | 292  | 298  | 271  | 261  | 232  | 259  | 266  | 267  |

| 1962 | 1968 | 1975 | 1982 | 1990 | 1999 | 2006 | 2008 | 2013 |
| ---- | ---- | ---- | ---- | ---- | ---- | ---- | ---- | ---- |
| 263  | 240  | 202  | 219  | 224  | 227  | 223  | 221  | 225  |

| 2018 | 2022 | - | - | - | - | - | - | - |
| ---- | ---- | - | - | - | - | - | - | - |
| 230  | 234  | - | - | - | - | - | - | - |

Ehess-Cassini donne pour l'année 1872 un total de population de 730; Ce chiffre de recensement paraît avoir été doublé. Il a été divisé par deux dans le tableau ci-dessus.

## Culture locale et patrimoine

### Lieux et monuments
- Le château de Guilleragues, construit au XIVe siècle et agrandi au XVIe siècle est inscrit à l'inventaire des monuments historiques depuis 1995[23] (le portail et son fronton l'avaient été en 1954).
- Les vestiges du château de Caze appartiennent à une personne privée et ont été inscrits MH en 2007[24].
- Église Saint-Sulpice de Saint-Sulpice-de-Guilleragues.

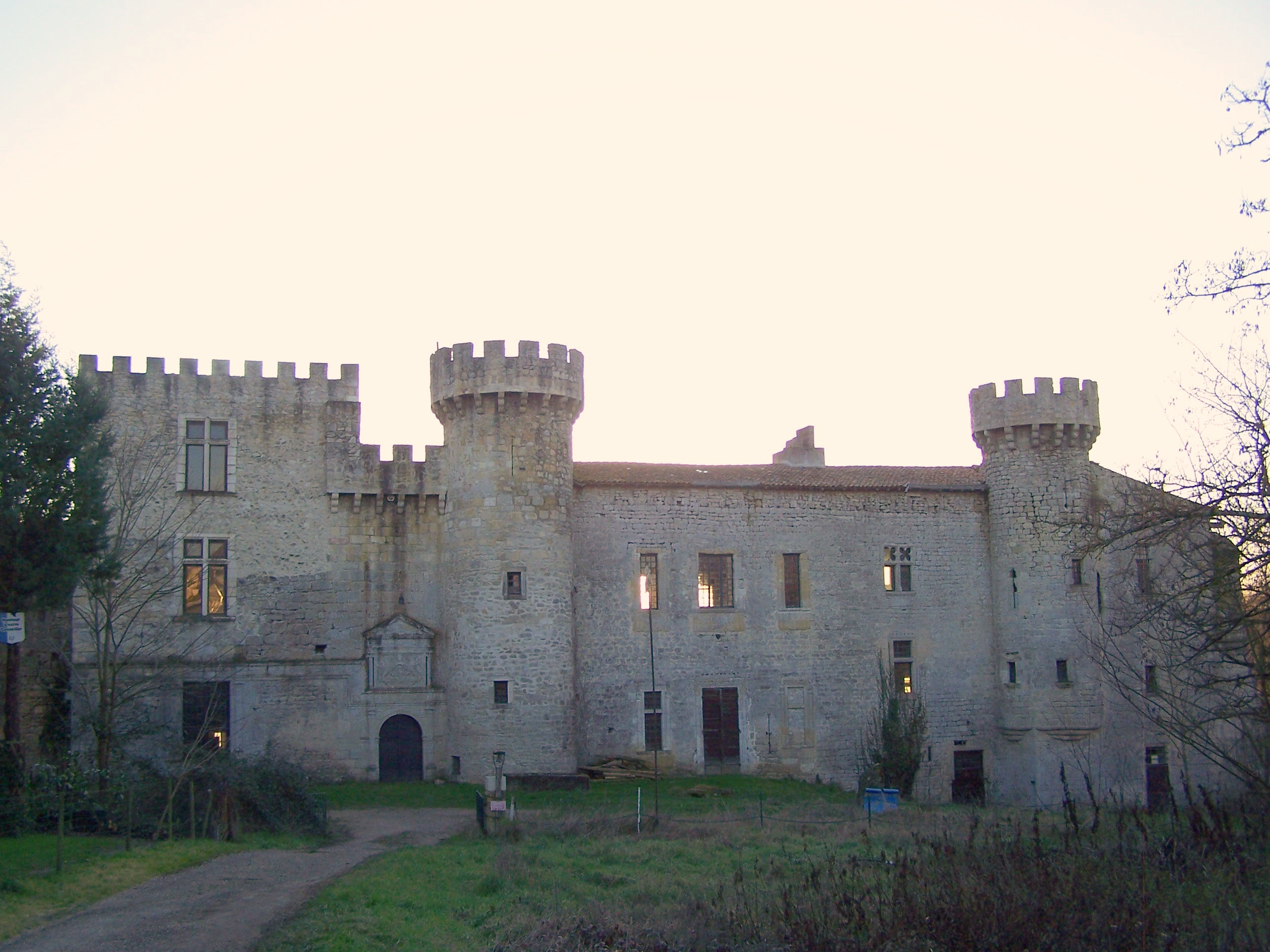
Le château de Guilleragues (fév. 2010)
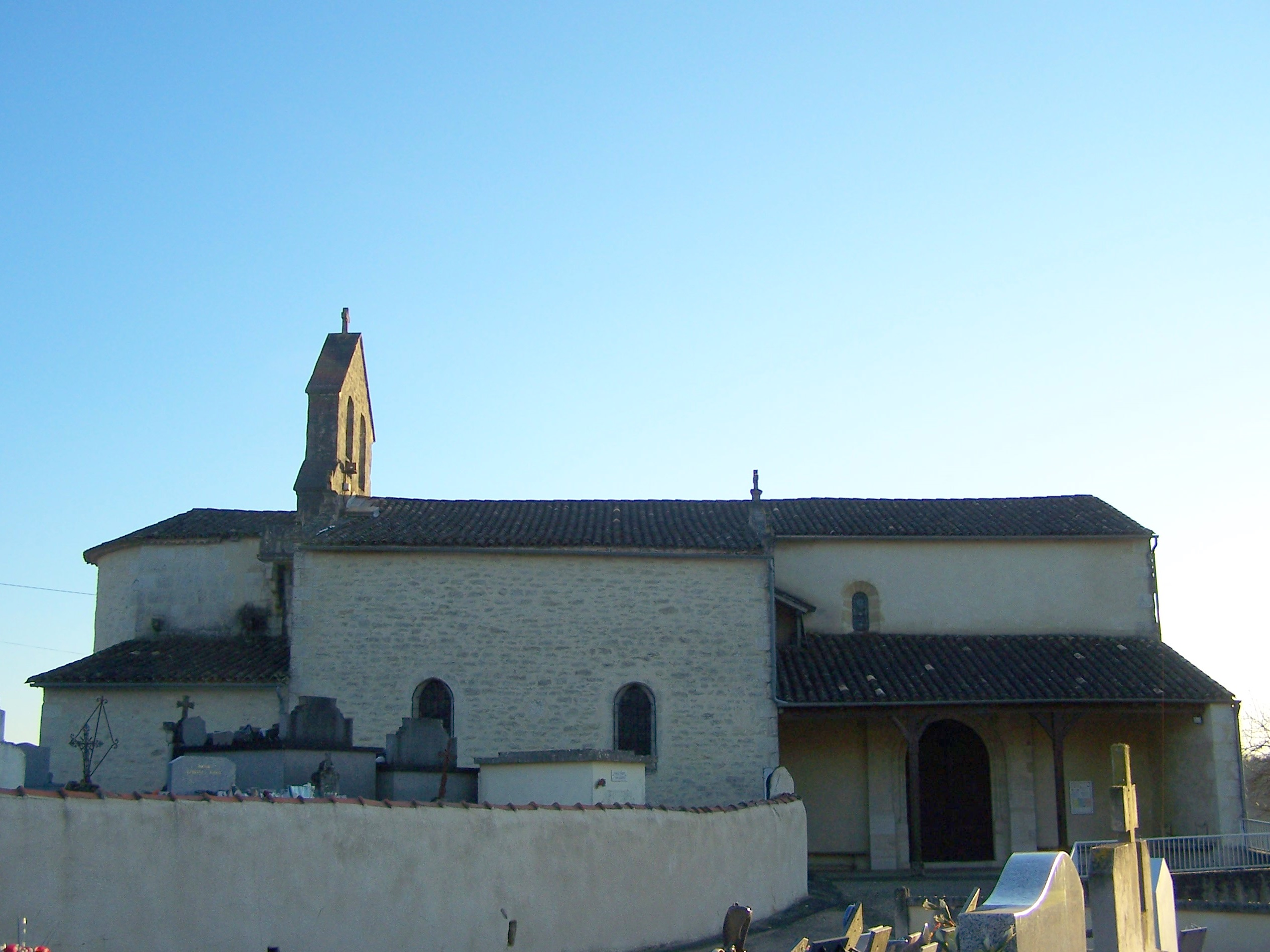
L'église Saint-Sulpice (fév. 2010)
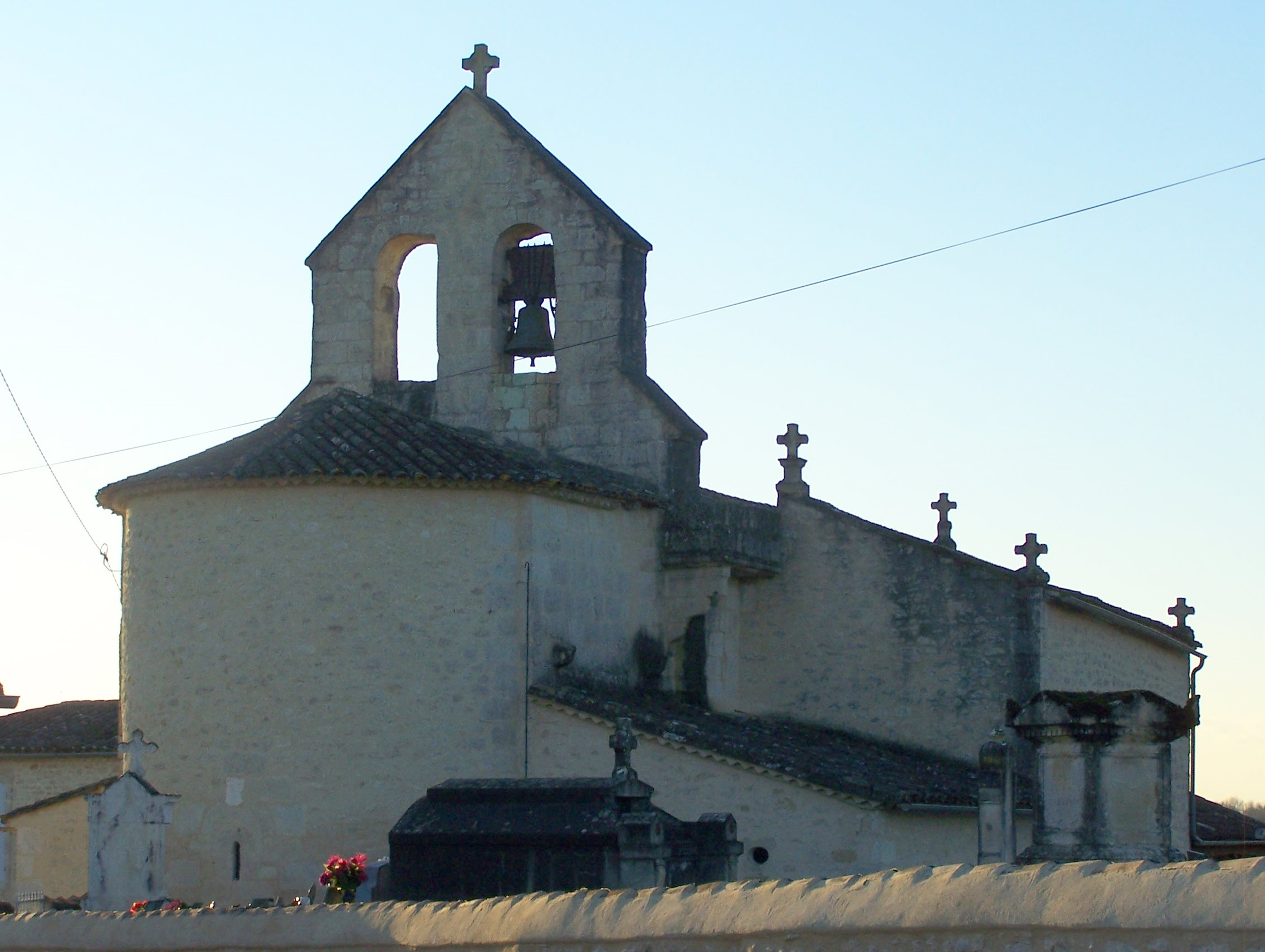
Le chevet de l'église Saint-Sulpice (fév. 2010)
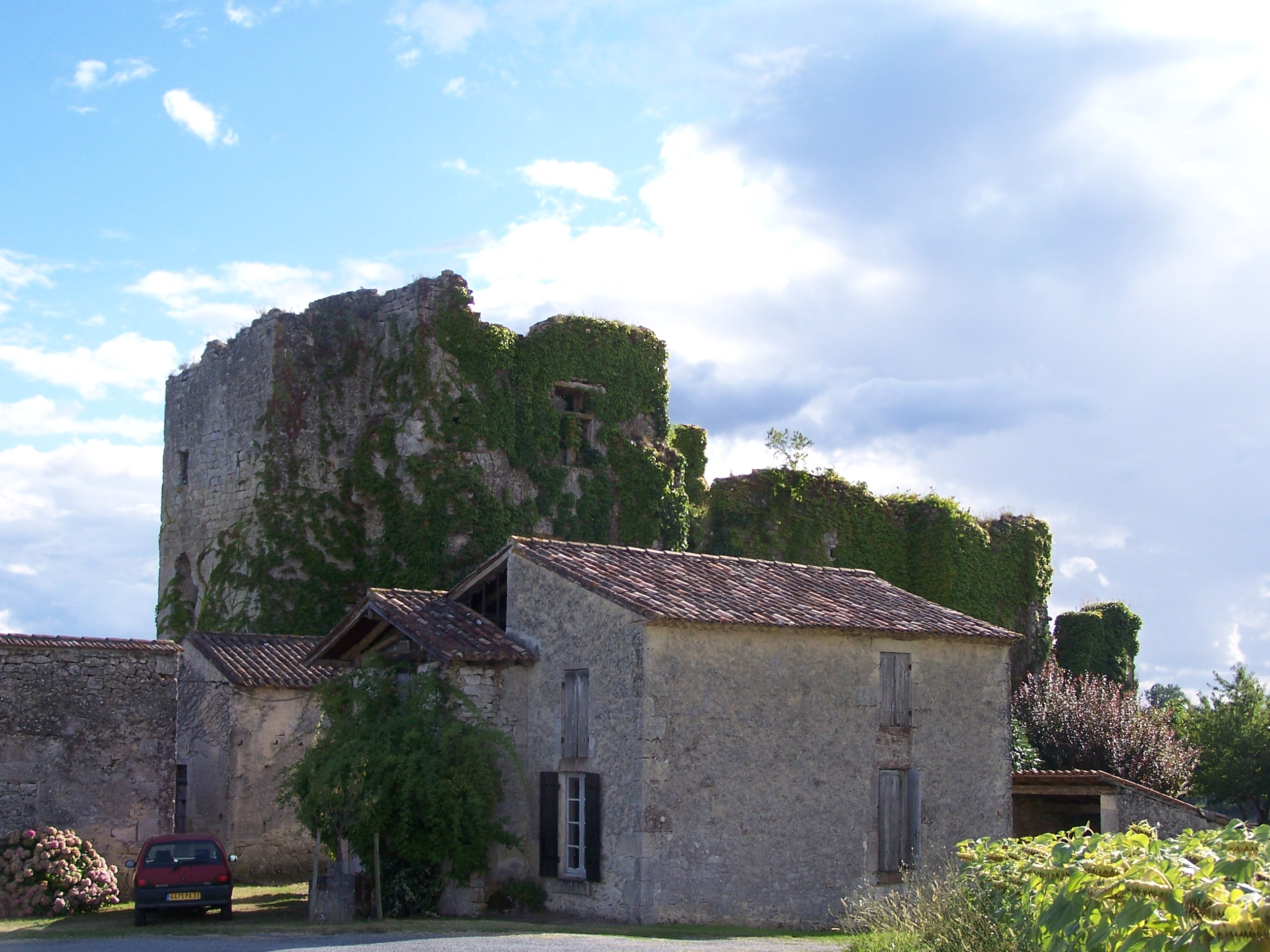
Les vestiges du château de Caze (août 2010)
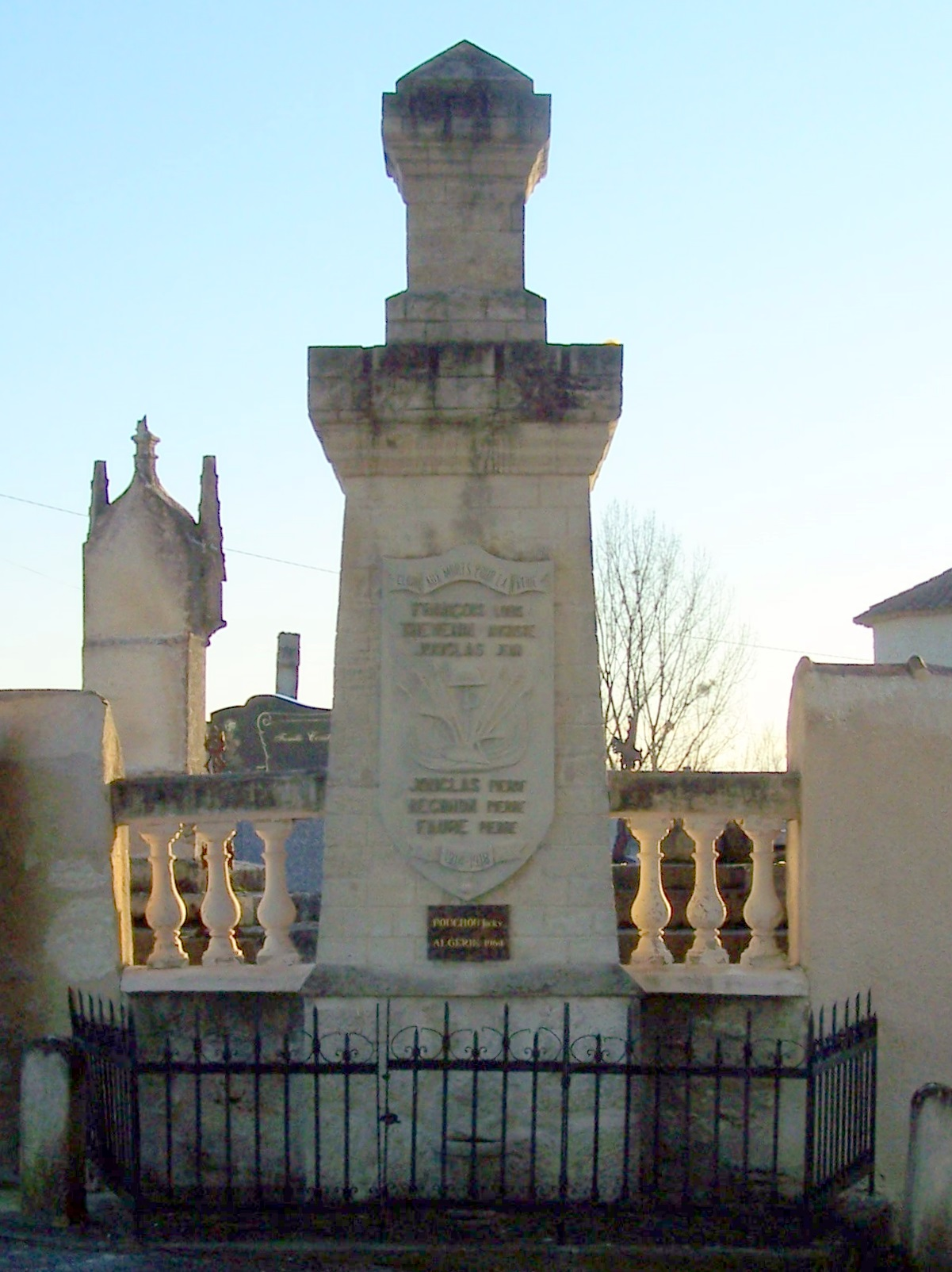
Le monument aux morts le long de l'enceinte du cimetière (fév. 2010)

### Héraldique
| Blason de Saint-Sulpice-de-Guilleragues | Blason  | D'azur à trois fasces ondées d'argent, à saint Sulpice, évêque, d'or brochant sur le tout ; au chef de gueules chargé d'un léopard d'or, armé et lampassé d'azur.                                            |
| Blason de Saint-Sulpice-de-Guilleragues | Détails | Les fasces ondées représentent la Dropt, saint Sulpice : saint éponyme de la commune, et enfin le léopard pour l'Aquitaine. Création de Jean-François Binon adoptée par la municipalité le 18 décembre 2014. |